# Caterina Benedicta Grazianini
Caterina Benedicta Grazianini (fl. XVIII secolo) è stata una compositrice italiana del XVIII secolo.

## Biografia
Secondo Wellesz, è stata tra le donne compositrici di oratori a Vienna che erano canoniche regolari, invece che impiegate presso la corte. Questo gruppo comprendeva Maria de Raschenau, Maria Margherita Grimani, e Camilla de Rossi. Grazianini è nota solo attraverso le sue due opere superstiti, gli oratori San Gemignano vescovo e protettore di Modena (eseguita tra il 1705 e il 1715) e Santa Teresa. Esiste una nota, in uno di essi, secondo la quale uno di questi oratori, eseguito per le dame di Modena e Braunschweig, fu ben accolto. Le sue opere si trovano in due sezioni e una ouverture per orchestra d'archi.